# Фрактальна антена

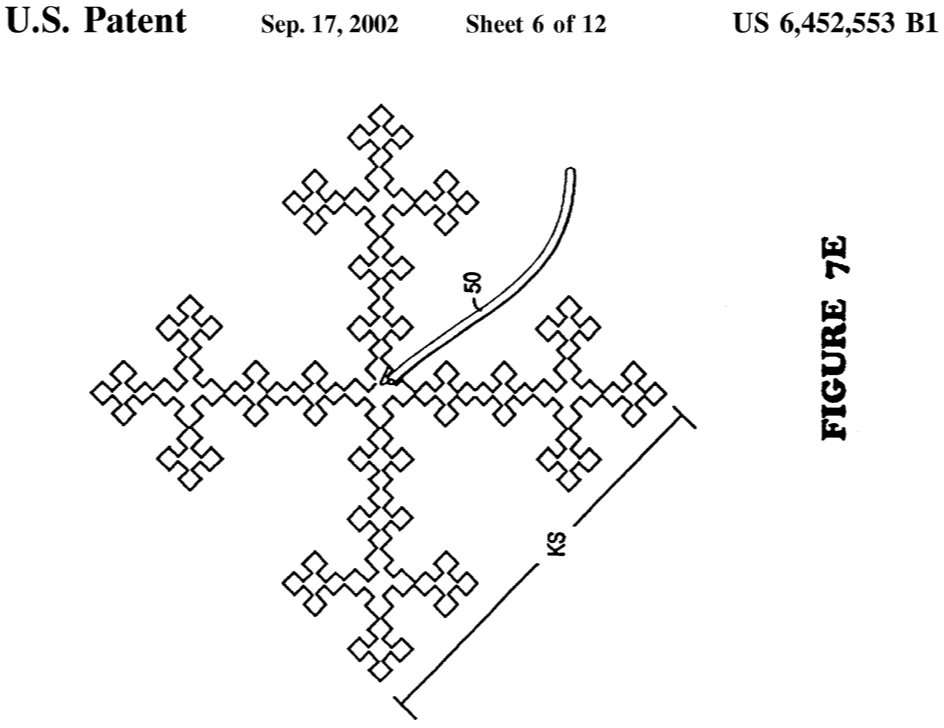
Приклад фрактальної антени на основі кривої Мінковського

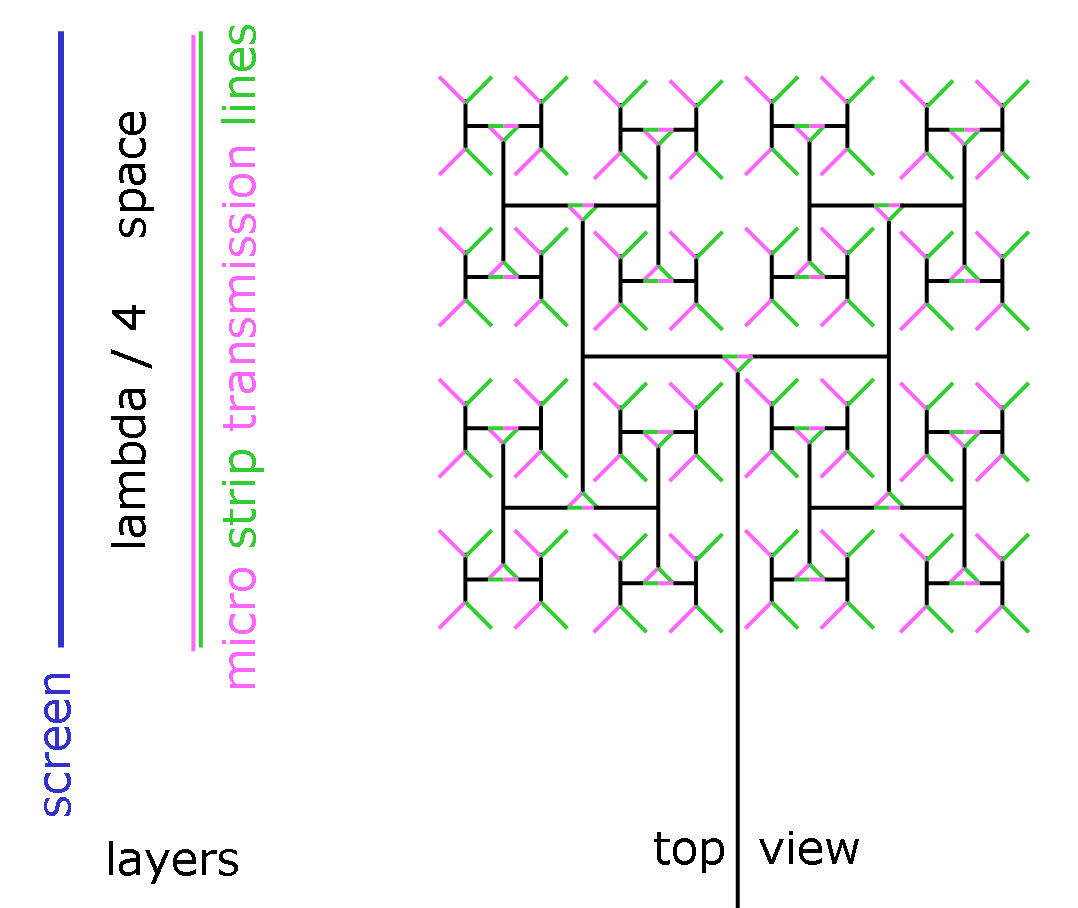
Деревоподібна фрактальна антенна (H-дерево)

Фрактальна антена — це антена, в конструкції якої використані фрактальні або квазіфрактальні структури для максимізації їх ефективної довжини або збільшення периметру. При цьому використовують матеріали, які можуть приймати або випромінювати електромагнітні хвилі в межах даної загальної площі поверхні або об'єму.

## Історія
Фрактальну геометрію для проектування антенних пристроїв було вперше застосовано американським інженером Натаном Коеном, який тоді жив у центрі Бостона. Щоб обійти заборону встановлювати зовнішні антени на будинках, Натан вирізав з алюмінієвої фольги фігуру у формі кривої Коха та наклеїв її на аркуш паперу, а потім приєднав до приймача. Виявилось, що така антена працює не гірше за звичайну.
Це дозволило Коену заснувати власну компанію й налагодити серійний випуск антен своєї конструкції. З тих пір такі антени отримали інтенсивний розвиток
Серійний випуск фрактальних антен для мобільних телефонів було налагоджено компанією Fractus в Барселоні 1999 року. Її заснував  винахідник Карлес Пуенте Баліарда із університету Барселони.

## Властивості
Перевагами фрактальних антен є багатодіапазонність та широкосмуговість при порівняно менших розмірах.
Як квазіфрактальних структур можуть використовувати трикутник Серпінського, килим Серпінського, криві Коха, Мінковського, Гільберта, Серпінського, Пеано, Мура та ін. Відповідні антени виготовляють у вигляді друкованих, щілинних або дротових конструкцій.
Тривимірні узагальнення зазначених фрактальних структур можуть виготовляти як дротові або діелектричні антени.